# George Vanfelson
George Vanfelson, né le 23 avril 1784 à Québec et mort le 16 février 1856 à Montréal, est un juriste bas-canadien. Il est avocat général du Bas-Canada de 1819 à 1832 ainsi que député à la Chambre d'assemblée du Bas-Canada.

## Biographie

### Études et jeunesse
Baptisé à Notre-Dame de Québec, il est le fils d'Antoine (Anthony) Vanfelson, boucher d'origine allemande, et de Josephte Monier (Meunier). Sa sœur Josette épousera Louis Gauvreau. En 1806, il épousera Dorothée-Magleine Just.
Il commence l'apprentissage du droit en 1798 avec Jean-Antoine Panet. Il est admis au barreau du Bas-Canada en 1805. Durant la guerre anglo-américaine de 1812, du 6 août 1812 au 20 mars 1813, il agit comme capitaine dans le 1er bataillon de milice de la ville et banlieue de Québec. Il est permuté au 6e bataillon de la milice incorporée du Bas-Canada jusqu'au 4 septembre 1814.

### Politique
Le 14 février 1815, il est élu député de la Haute-ville de Québec par acclamation à la Chambre d'assemblée du Bas-Canada sous la bannière du Parti canadien. Réélu en 1816, il ne se représente pas en avril 1820. Nommé avocat général de la province le 28 janvier 1819, il conserve ce poste jusqu'en 1832 avant de retourner à la politique. Le 22 septembre 1832, il est élu député de la Basse-ville de Québec en tant que patriote modéré. Vanfelson est alors un partisan de Louis-Joseph Papineau. En 1834, il appuie les 92 résolutions. Il démissionne après s'être mis à dos ses collègues qui étaient énergiquement opposés aux 10 résolutions de Russell.

### Juge
Il est créé conseiller de la reine le 27 mars 1843. Le 24 décembre 1849, il est nommé juge de la Cour supérieure du Bas-Canada avec résidence à Montréal. Il meurt en fonction en 1856.